# Plymouth (informatique)
Pour les articles homonymes, voir Plymouth.
Plymouth est un logiciel de démarrage graphique libre pour les systèmes d'exploitation GNU/Linux.

## Historique
Son développement a débuté en mai 2007 et il est effectué sous la coupe de Ray Strode. Toutefois, ce projet n’était pas très soutenu jusqu’au début de l'année 2008 où la décision d’introduire Plymouth dans Fedora 10, a remis un coup de fouet au développement qui est maintenant en plein essor. Depuis, Plymouth a été introduit dans Mandriva Linux 2010.0 et l'est également dans Ubuntu 10.04, ainsi que dans la simili-distribution Linux de KDE, Neon.

## Présentation
Plymouth est une application qui fournit une animation graphique lors du démarrage des systèmes d'exploitation basés sur Linux. Elle s'exécute très tôt dans le processus de démarrage (avant même que le système de fichiers racine soit monté) pendant que le système d'exploitation se charge en arrière-plan.
Plymouth repose sur le kernel mode-setting, ce qui signifie que la configuration graphique est réalisée par le noyau et non par Xorg. Mutatis mutandis, ce passage de l'interface graphique à l'avant-plan n'est pas sans similitude avec le remplacement du BIOS par UEFI.
Il est important de préciser que Plymouth n’est pas une solution qui peut être construite ou empaquetée pour une distribution, mais qu’elle nécessite une intégration pleinement maîtrisée dans celle-ci. La configuration graphique est chargée pendant l’initialisation du système de RAM Disque (initrd).
Pour les systèmes qui ne disposent pas du kernel mode-setting, plymouth revient à son mode texte. 
Plymouth s'appuie sur divers plugins "splash" qui sont similaires à des économiseurs d'écran, mais ils s'exécutent au moment du démarrage. Actuellement, il y a trois graphiques plugins splash : solaire, fade-in, et spinfinity. Il y a aussi trois autres plugins graphiques utilisés pour le mode texte et la vue détaillée.

## Principales versions
- 0.9.0 (20 mai 2014)
- 0.8.0 (24 mars 2010)
- 0.7.0 (11 août 2009)
- 0.6.0 (24 novembre 2008)
- 0.5.0 (1er juillet 2008)
- 0.4.0 (21 juin 2008)
- 0.3.0 (12 juin 2008)
- 0.2.0 (9 juin 2008)
- 0.1.0 (30 mai 2008)